# Luta Democrática

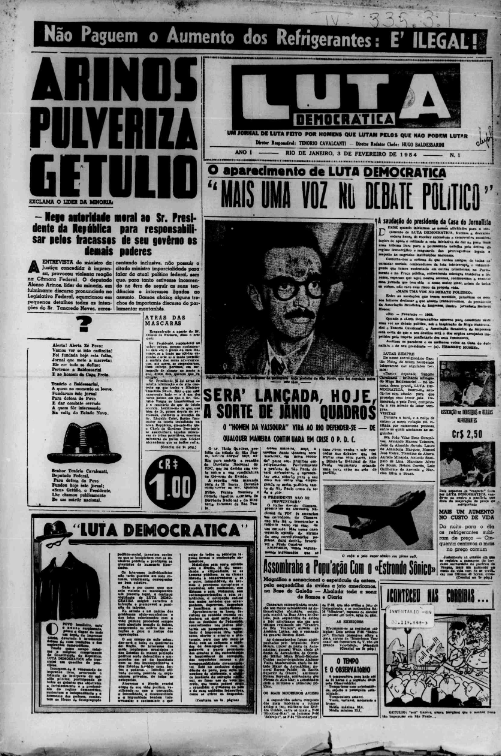
Jornal Luta Democrática, Ano 1, primeira edição. "Um jornal feito por homens que lutam pelos que não podem lutar". Rio de Janeiro, 3 de fevereiro de 1954.

Luta Democrática foi um jornal brasileiro, fundado em 3 de fevereiro de 1954 pelo político fluminense Tenório Cavalcanti, que seria responsável pela sua orientação política e editorial.

## História
No seu auge, em 1962, chegou a circular com uma tiragem diária de 150 mil exemplares. Era o terceiro maior jornal do Rio de Janeiro, atrás apenas de O Globo e O Dia.
Criado como ferramenta política de seu fundador, o jornal apresentou logo na sua primeira edição o sensacionalismo que seria sua principal característica, assim como a oposição ao governo de Getúlio Vargas. A primeira página dizia: Hediondo e misterioso crime na Gruta da Imprensa; Lançaram o maestrio no fundo do mar; Getúlio seria o mandante do crime.
Nas páginas internas, a seção Vida, paixão e drama de Tenório Cavalcanti contava na forma de história em quadrinhos a trajetória do fundador do jornal.
Depois do Golpe Militar de 1964, a cassação de Tenório e a alta no preço do papel provocaram a decadência da Luta Democrática. A partir de 1970, seu proprietário arrendou o jornal sucessivamente aos jornalistas Raul Azêdo Netto, Boris Nikolasievski e Evandro Mendes da Costa e, em 1980, à empresa Edigrajo.

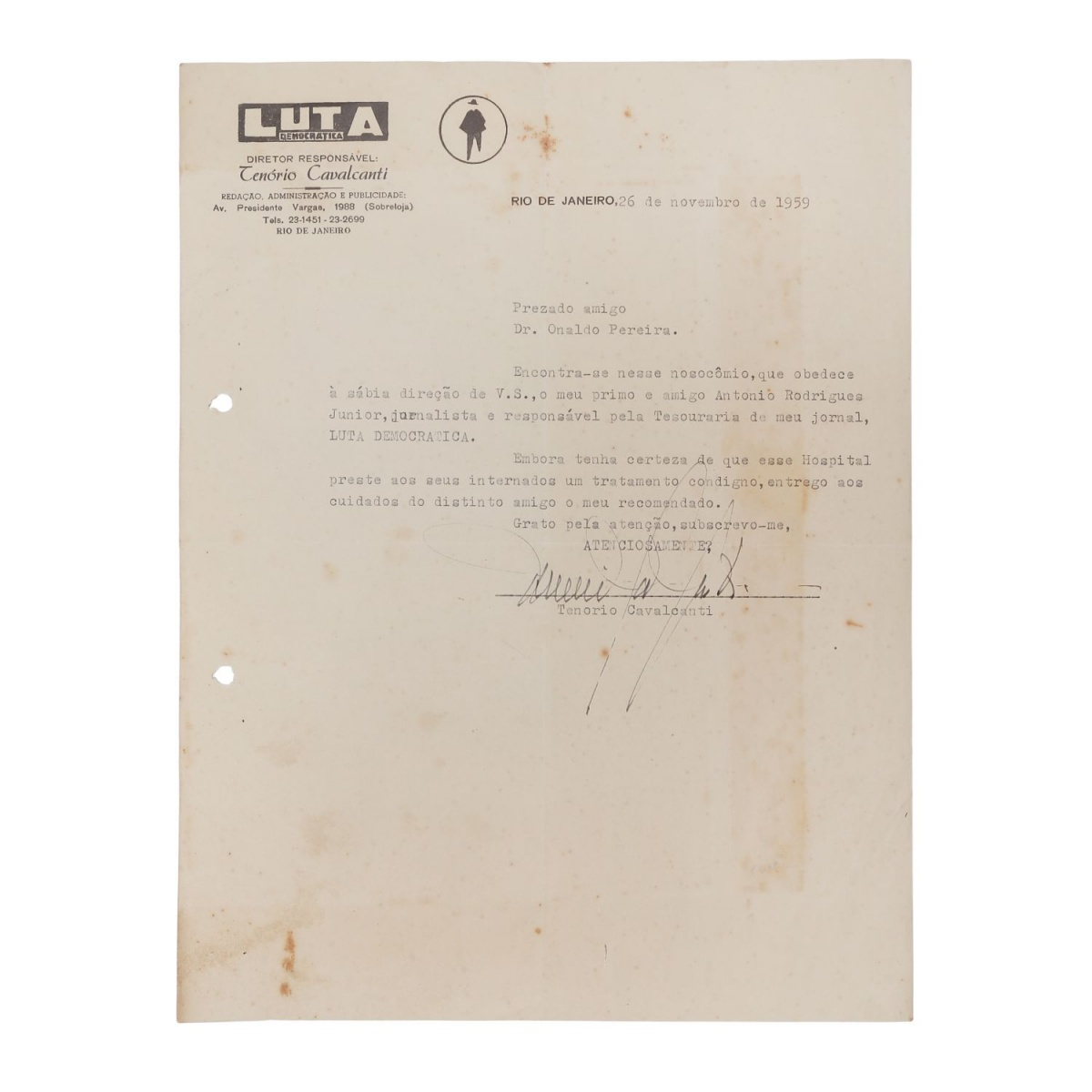
Papel Timbrado do Jornal Luta Democrática, assinado por Tenório Cavalcanti. 26 de novembro de 1959.

Em 1980, a Edigrajo, ao devolver a marca, lançou nas bancas um concorrente, intitulado Luta, o jornal do povo.  Tenório mais uma vez arrendou a Luta Democrática a Evandro Mendes da Costa. Ao mesmo tempo, travava uma batalha judicial para que a Edigrajo suspendesse a circulação do "jornal do povo". As duas publicações, porém, acabaram não resistindo à falta de leitores e se extinguiram pouco depois.